# 曼托維爾鎮區 (明尼蘇達州道奇縣)
曼托維爾鎮區（英語：Mantorville Township）是位於美國明尼蘇達州道奇縣的一個行政鎮區。

## 地方資料
曼托維爾鎮區的面積為82.36平方千米，當中陸地面積為82.26平方千米，而水域面積為0.10平方千米。根據2020年美國人口普查的數據，當地共有人口1874人，而人口密度為每平方千米22.75人。